# Тагарадес
Тагарадес или Загарджа (на гръцки: Ταγαράδες, до 1927 година Ταγαρτζήδες, Тагардзидес) е село в Гърция, дем Седес (Терми), област Централна Македония.

## География
Селото е разположено на Халкидическия полуостров, южно от Солун, на около 7 километра южно от демовия център Седес (Терми).

## История

### В Османската империя
В края на XIX век Загарджа е малък чифлик в Солунска кааза на Османската империя. В „Етнография на вилаетите Адрианопол, Монастир и Салоника“, издадена в Константинопол в 1878 година и отразяваща статистиката на населението от 1873 година, Загинджиево (Zagindjievo) е показано като село с 16 домакинства и 70 жители българи.
В 1900 година според Васил Кънчов („Македония. Етнография и статистика“) в Загърджа живеят 40 турци.

### В Гърция
В 1913 година селото попада в Гърция. Населението му се изселва и в него са заселени гърци бежанци. В 1927 година е прекръстено на Тагарадес. В 1928 година Тагарадес е представено като изцяло бежанско село с 80 бежански семейства и 324 души бежанци.